# COPS7B
COPS7B‏ (COP9 signalosome subunit 7B) هوَ بروتين يُشَفر بواسطة جين COPS7B في الإنسان.